# Drepane longimana
Drepane longimana is een straalvinnige vissensoort uit de familie van sikkelvissen (Drepaneidae). De wetenschappelijke naam van de soort is voor het eerst geldig gepubliceerd in 1801 door Bloch & Schneider.